# Histoire de la prévention du risque d'inondation en France
Pour un article plus général, voir Risque d'inondation en France.
L'histoire de la prévention du risque d'inondation en France relate l'évolution de l'attitude de l'homme et des autorités publiques françaises ainsi que des mesures prises pour face au risque d'inondation sur le territoire national.
Dès l'Antiquité et au cours du Moyen Âge, une approche fataliste prédomine même si des travaux sont entrepris pour faire face à ces calamités, puis la période moderne et contemporaine est caractérisée par un rationalisme scientifique (il faut connaître les crues pour mieux les maîtriser) et un volontarisme d'État (c'est toute puissance des ingénieurs d'État). 
Un tournant apparaît dans les années 1980 avec la décentralisation de l'urbanisme et la prise en compte de la gestion du risque d'inondation dans les documents d'urbanisme. Avec les années 1990, l'ère des grands travaux s'achève au profit d'une prise en compte globale de l'eau et des contextes socio-économiques et environnementaux. 
Enfin différentes grandes catastrophes des XXe et XXIe siècles tant au niveau européen que sur le territoire national (Xynthia ou sud-est en 2010) conduisent à changer d'échelle. Le risque d'inondation est désormais appréhendé de manière cohérente à l'échelle européenne (directive inondation de 2007) et une stratégie nationale de gestion du risque inondation, intégrant tant les approches socio-économiques qu'environnementales et faisant appel à une prévention tant collective (mobilisant tous les échelons de la société) qu'individuelle, est publiée en 2014.

## Phasage historique de l'attitude de l'homme face aux risques
Mark Pelling, un géographe contemporain britannique qui a travaillé sur la gestion des risques au Royaume-Uni et en Amérique du Sud, distingue en 2003 trois phases dans l’interprétation du risque naturel. D'abord une vision « classique », centrée sur la nature jusqu’à la fin des années 1970 au moins dans la littérature anglo-saxonne. Le risque est alors perçu comme la probabilité de l'occurrence d'un phénomène naturel destructeur dont les origines sont extérieures à l'homme. Dans cette perception, la société, agressée par un agent naturel doit se défendre et mettre en place coûte que coûte des moyens pour se défendre. Au début des années 1980, il apparaît que le risque n'est pas le simple fruit de la perturbation de la société par un agent naturel extérieur, mais que, du fait de sa vulnérabilité, la société porte en elle les germes de ce risque. Enfin la troisième, à partir des années 1990, développe une vision intégrée des risques naturels et de leur gestion associant la relation réciproque nature et société, la complexité des relations causales et une contextualisation des risques dans le système social tout entier,.
Cette évolution se retrouve en France dans l'approche de la gestion du risque d'inondation. Pendant l'Antiquité et au cours du Moyen Âge, une approche fataliste prédomine même si des travaux sont entrepris pour faire face à ces calamités, puis la période moderne et contemporaine est caractérisée par un rationalisme scientifique (il faut connaître les crues pour mieux les maîtriser) et un volontarisme d'État (c'est la toute puissance des ingénieurs d'État). Pour réduire l'impact des grandes inondations et se protéger et mais aussi protéger ses activités agricoles et industrielles, l’homme moderne apprend à innover, cherche des solutions, construit des barrages, des levées, des canaux. La mise en place de systèmes de digues toujours plus perfectionnés y contribue également, même si des catastrophes viennent rappeler au cours des siècles que la protection peut toujours être insuffisante. Si ceci est accepté, cela conduit aussi à la recherche d’une plus grande efficacité, à une plus grande maîtrise des phénomènes et de leurs conséquences.
Un tournant apparaît dans les années 1980 avec la décentralisation de l'urbanisme et la prise en compte de la gestion du risque d'inondation dans les documents d'urbanisme. Avec les années 1990, l'ère des grands travaux s'achève au profit d'une prise en compte globale de l'eau et de l'environnement. Enfin plus récemment une approche globale européenne et une stratégie nationale de gestion du risque inondation intégrant tant les approches socio-économique qu'environnementales et faisant appel à une prévention tant collective (mobilisant tous les échelons de la société) qu'individuelle.

## Antiquité, entre résignation et activisme protecteur
Dès les débuts de la sédentarisation, les populations s’installent le long des fleuves, qui leur offrent un accès à la ressource en eau, leur permettent de développer l'agriculture grâce aux étendues fertiles et les transports et échanges. Les crues étaient des phénomènes connus, à défaut d’être compris et maîtrisés. Cependant, les crues dévastatrices étaient souvent interprétées comme des punitions divines visant le village entier. Ces considérations doivent toutefois être nuancées par les travaux menés ces dernières années en archéologie sur les villes fluviales romaines qui remettent en question l’image traditionnelle qu’on se faisait de sociétés antiques soumises à leur environnement. Des vestiges archéologiques révèlent des situations de prise de risque qui amènent à réfléchir sur la perception du danger à l’époque romaine et la définition d’une culture du risque spécifique à cette époque.
La société romaine savait s’affranchir des contraintes du fleuve, même si sa connaissance du fonctionnement fluvial se limitait à une approche empirique qui interdisait toute prévention sur le long terme. La plupart des agglomérations romaines importantes, dont les grandes villes actuelles comme Lyon, Bordeaux, Orléans, Strasbourg sont ainsi à l’origine des sites fluviaux implantés au moins partiellement dans la zone inondable. Au regard des deux mille dernières années, on peut considérer que les moyens mis en œuvre pour lutter contre l’inondation étaient efficaces puisqu’ils ont assuré la pérennité de l’occupation sur des sites très contraignants, comme Rome. Des différences s’observent cependant entre les sites en fonction de leur taille et de leur importance économique et politique.
Les risques d’inondation liés aux débordements des rivières, des plans d’eau ou à la remontée des nappes phréatiques étaient reconnus et pris en compte dans l’aménagement de certains sites. Le choix des systèmes mis en œuvre diffère cependant en fonction de la taille et de l’importance économique et politique des établissements. Il dépend donc plus des moyens dont disposent les agglomérations que de la dangerosité du cours d’eau.
Plusieurs ensembles de techniques ont été développés afin de limiter les conséquences des crues : l'intervention sur le tracé des lits fluviaux, l'aménagement du chenal et des berges (l’endiguement spectaculaire des rives de l’Ouvèze à Vaison-la-Romaine (Vaucluse), effectué à la fin du Ier siècle apr. J.-C., constitue un exemple de programme monumental d’aménagement des cours d’eau), la construction de ponts (permettant de s'affranchir des crues mais aussi cause possible de l’aggravation du risque), la construction d'ouvrages de défense des agglomérations, les enceintes, souvent considérées comme des moyens de protection efficaces contre les crues mais aussi diverses autres techniques de défense ou de construction (digues, surélévations des sols, constructions sur pieux, drains, vides sanitaires). Toutefois, malgré la connaissance de ces techniques, de nombreuses fouilles ne mettent pas en évidence la présence de moyens de protection dans des lieux où le risque est avéré. À Arles, par exemple, aucun système de défense contre les crues n'a été mis en évidence pour les  nécropoles implantées dans des zones basses de la ville, sujettes à des inondations récurrentes, alors même que le choix des structures funéraires (tombes à incinération, inhumations en cercueil ou en amphore) n'assurait aucune conservation des sépultures en cas d’inondation.

## Moyen Âge, plus fataliste

### Des processions pour faire cesser les désastres
L’idée de la crue comme punition et fléau divin semble dominer le Moyen Âge. Il existe peu de moyens de s’en protéger, sauf à obtenir la clémence du ciel. Des messes et processions sont organisées en l’honneur de saints protecteurs des inondations, comme Saint Frigdien ou saint Romain à Rouen, Saint Félix à Nantes. La procession pour que les « eaues retournent dans leur canal ordinaire », est la réaction habituelle d'un peuple réuni sous la bannière de Dieu. Ce mouvement de masse est tantôt l'acte d'une population désespérée, tantôt celle d'un peuple reconnaissant d'avoir échappé à la mort. Y participent des milliers de citadins, des ruraux des paroisses voisines dont les sanctuaires peuvent être visités, des étrangers de passage. La durée des processions est très variable. Certaines durent plusieurs jours de suite, si la pluie ne s'arrête pas.
D'autres œuvres sont accomplies pour se réconcilier avec Dieu. La célébration de messes, les dons, les legs permettent de restaurer des églises endommagées ou détruites, de construire de nouvelles chapelles, d'ériger des croix, de faire l'acquisition d'objets de culte, d'une provision de cire pour le luminaire. Quand une inondation menace Troyes en juillet 1481, l'évêque Louis Raguier accorde des indulgences à tous ceux qui communieront pour apaiser la colère de Dieu. Des croix sculptées ou peintes, des statues avec inscriptions gardent souvent le souvenir du danger puis du secours.

### Premiers travaux d'endiguement

#### Turcies et levées de Loire
Malgré tout, très tôt le besoin de défendre les terrains cultivés et habités contre les inondations de la Loire, alors premier fleuve navigable de France et dont le bassin était en même temps le plus naturellement fertile, est apparu. À l'origine, probablement antérieurement au capitulaire de Louis le Débonnaire, De aggeribus juxta Ligerim fadendis, en l'an 816, dans lequel elles sont mentionnées de petites digues appelées turcies,. À  la demande des propriétaires terriens qui tiraient leurs revenus de l'agriculture de la vallée et avaient tout intérêt à ce que les turcies soient parfaitement entretenues, Henri II Plantagenêt fait installer en Anjou, dès 1160, des « hôtes », issus de la population locale, chargés d'entretenir ces digues et de les habiter. Commence alors, sous l’impulsion d’une population nouvellement établie par le roi la construction de puissantes et hautes digues censées résister à de grandes crues.
En 1482, Louis XI exprime une opinion communément répandue selon laquelle les turcies sont capables de résister aux plus fortes crues, si elles sont bien entretenues. De nouvelles digues sont élevées entre l’élargissement orléanais et Tours. De turcies, ces levées modernes deviennent d’uniformes remblais limitant les divagations naturelles du fleuve. Une course poursuite s'engage alors entre un fleuve au lit rétréci et la surélévation de levées toujours plus hautes, mais qui finissent toujours par être submergées par les grandes crues. En Loire supérieure, ce processus est toutefois moins sensible, les premières digues n'apparaissant réellement qu'au cours du XVIe siècle.

#### Rhône
Les bords du Rhône présentent deux aspects distincts. Au sud de Beaucaire, le fleuve évolue entre des bourrelets alluviaux capables de contenir les crues ordinaires, mais laissant passer les grandes crues qui se répandent alors sur toute l'étendue du champ d'inondation compris entre l'étang du Galéjon et la plaine d'Aigues-Mortes. L'idée d'exhausser et consolider ces bourrelets de façon à permettre une occupation stable était logique, et l'organisation d'un système de digues continues et réputées insubmersibles, remonte loin dans le passé. Entre Lyon et Beaucaire, la géographie est nettement plus contrastée. Selon la disposition topographique des plaines et bassins successifs par rapport au fleuve, certains secteurs sont exposés aux moindres crues, d'autres ne le sont pas du tout.
L'origine des digues du Bas-Rhône est ancienne puisque les édifices initiaux consistaient en de simples remaniements des bourrelets fluviaux. Il est à peu près certain que la digue du Trébon, sur la commune d'Arles, fut entreprise aux temps de l'occupation romaine, de même que certains éléments de la digue de Beaucaire, solidaires de cuniculi ou poteries de drainage romaines. Les statuts de la République d'Arles mentionnent dès 1150, l'existence d'un corps de levadiers, chargés de la construction et de l'entretien des digues. Ces digues seront ensuite reprises et exhaussées à la suite de chaque inondation.
Entre Lyon et Beaucaire, l'édification des digues est par contre plus tardive et plus disparate. Chronologiquement, les digues les plus anciennes ont été édifiées par des communautés rurales comme Boulbon dont la chaussée remonte au XVe siècle.

## LesXVIIeetXVIIIesiècles

### Connaître les crues pour les mieux maîtriser
En 1637, Descartes écrit dans son Discours de la méthode VIe Partie « Au lieu de cette philosophie spéculative qu'on enseigne dans les écoles, on en peut trouver une pratique, par laquelle, connaissant la force et les actions du feu, de l'eau, de l'air, des astres, des cieux, et de tous les autres corps qui nous environnent, aussi distinctement que nous connaissons les divers métiers de nos artisans, nous les pourrions employer en même façon à tous les usages auxquels ils sont propres, et ainsi nous rendre comme maîtres et possesseurs de la nature. » Il exprime ainsi que la science doit permettre à l'homme d'agir sur la nature afin de rendre plus aisée la vie de l'homme sur terre. Le progrès des sciences transforme progressivement les mentalités. D’une interprétation divine ou surnaturelle des catastrophes, on passe à une explication rationnelle des phénomènes en jeu. Concernant les inondations, il s’agit désormais de mieux connaître le phénomène des crues, pour les prévenir et s’en protéger. Ainsi, dans la région cévenole, les inondations commencent à être répertoriées plus systématiquement à compter du XVIIe siècle. Ce qui ne signifie pas toutefois que tous les esprits évoluent à la même vitesse. Longtemps, le phénomène des crues demeure largement inexpliqué et sa régularité source de questionnement, notamment dans les régions les plus reculées.

### Des systèmes de protection toujours plus imposants et perfectionnés
Pour réduire l'impact des grandes inondations et se protéger et mais aussi protéger ses activités agricoles et industrielles, l’homme moderne apprend à innover, cherche des solutions, construit des barrages, des levées, des canaux. La mise en place de systèmes de digues toujours plus perfectionnés y contribue également, même si des catastrophes viennent rappeler au cours des siècles que la protection peut toujours être insuffisante. Si ceci est accepté, cela conduit aussi à la recherche d’une plus grande efficacité, à une plus grande maîtrise des phénomènes et de leurs conséquences.

#### Loire
Au XVIIe siècle, avec la prise en main de la gestion du fleuve par le pouvoir royal, les ouvrages sont désormais pensés de manière globale et les dispositions sont identiques d’une région à l’autre. Le programme lancé en 1668 par Colbert, ministre de Louis XIV, entre dans cette démarche et vise à multiplier et renforcer les digues pour les rendre insubmersibles. À la suite des crues de 1679, les digues d'Amboise sont exhaussées. Colbert prescrit de continuer activement et tous les ans de semblables ouvrages : il les recommande à plusieurs reprises « afin que, quelque hauteur que les eaux puissent atteindre pendant l'hiver, l'eau ne passe point par-dessus les levées et ne les puisse endommager ». Les dimensions jugées alors nécessaires dans la généralité de Tours sont de trois toises de hauteur et quatre toises de largeur en couronne.
Les quatre crues catastrophiques d'octobre 1707, juin 1709, novembre 1710 et février 1711 ébranlent ainsi les uns après les autres les ponts médiévaux qui n'étaient prévus que pour donner passage à celles de 5 mètres ou 5,50 m au-dessus de l'étiage, et non à des eaux de plus de six mètres. Seul le pont de Beaugency en réchappe et ne doit sans doute sa résistance qu'à la modestie de la levée ou du déversoir de Mazan située à l'aval. Elles  conduisent le pouvoir royal à un nouveau programme de travaux visant une nouvelle fois à rehausser les digues dont la hauteur est portée à 22 pieds au-dessus de l'étiage, 21 pieds dans la réalité, soit 6,83 m, la largeur en crête à 4 toises, soit 7,76 m, comme l'avait déjà prescrit Colbert et l'empattement doit être égal à deux fois la hauteur.

#### Rhône
Entre Lyon et Beaucaire, les digues les plus anciennes ont été édifiées par des communautés rurales de Roquemaure ou Aramon au XVIIIe siècle. Quelques terres ecclésiastiques bénéficient également d'endiguements précoces comme la Basse-Vallergue, mise hors d'eau par les Chartreux au début du XVIIe siècle, l'île de la Motte, défendue par les Hospitaliers de l'ordre de Saint-Jean de Jérusalem, les basses terres de Villeneuve-les-Avignon, endiguées en 1768 par l'abbé de Saint-André. Le développement linéaire n'atteint pas 50 km à fin de l'Ancien régime.
L'entretien ou la réfection des digues étaient effectués ou pas selon que le souvenir des crues exceptionnelles était proche ou allait s'estompant. La quote-part de chaque collectivité à leur entretien, donnait lieu à d'inépuisables contestations, les gens d'Arles ou de Saint-Gilles incriminant l'incurie de ceux de Tarascon et de Beaucaire. De fait, ces derniers entretenaient peu ou pas leurs digues aval, de façon à faciliter le drainage de leurs terres basses en direction du fleuve. En 1543, une sentence arbitrale établit les obligations des Tarasconnais vis-à-vis des Arlésiens. La plupart de ces prescriptions ont été renouvelées à maintes reprises durant les trois siècles suivants, ce qui laisse à penser qu'elles étaient peu suivies. Sur le Petit-Rhône, ce n'est qu'en 1689 et à la suite d'une crue ayant rompu les digues en cinq endroits distincts, que la communauté de Saint-Gilles obtiendra le concours de Beaucaire, Fourques, Bellegarde, Vauvert, Saint-Laurent-de-Carnols et Aimargues, pour réparer les dégâts causés à ses digues.
Ces défenses se présentaient en 1856 de façons diverses, la terre compactée, disposée en assises larges et parfois perrayées, constituant l'essentiel des ouvrages. Leur hauteur s'abaissait progressivement de 6,59 m à Arles à 2 m aux embouchures du fleuve.

#### Garonne
Le premier aménagement d’envergure pour lutter contre les crues et les inondations à Toulouse date de 1601 et correspond à l’aménagement d’un remblai sur 540 m de longueur, dont le but est de protéger le faubourg Saint-Cyprien des envahissements des eaux. Avec la construction du canal du midi, la Garonne est reliée à la mer Méditerranée à partir de 1682, ce qui renforce son activité batelière. Il convient alors de favoriser la navigation fluviale tout en luttant contre les inondations par le biais d'aménagements urbains, comme les quais ou les digues. Face, aux crues répétées d'un côté et au commerce grandissant de l'autre, les villes d'Agen, de Toulouse et de Bordeaux se transforment, à peu près à la même époque, du XVIIIe siècle jusque dans la première moitié du XIXe siècle. 
Jusqu'au début du XVIIIe siècle, Bordeaux est une ville fermée, entourée de remparts, et la place Louis XV (actuelle place de la Bourse), en 1755, vient ouvrir la ville sur le fleuve. La ville va se transformer de 1760 à 1850, faisant de Bordeaux une ville dite « classique », qui fait sa renommée aujourd'hui. Durant la même période, Toulouse connaît le même phénomène avec de grands travaux d'aménagement et de protection de la ville contre la Garonne. Les quais construits ont une double fonction à la fois pour favoriser la navigation mais aussi pour canaliser les eaux de crues à l'intérieur du lit mineur.

## XIXesiècle

### Protection contre les risques naturels: à la charge des riverains, sauf volonté de l'État
Sous l’Ancien Régime, la protection contre les risques naturels relevait le plus souvent des habitants ou des propriétaires, généralement regroupés en associations. Ce principe n’a jamais été remis en cause : c’est ainsi par exemple que la loi du 16 septembre 1807 sur le dessèchement des marais inclut, à la suite des débats, des dispositions en matière d’endiguement toujours en vigueur : « Article 33 – Lorsqu’il s’agira de construire des digues à la mer, ou contre les fleuves, rivières et torrents navigables ou non navigables, la nécessité en sera constatée par le Gouvernement, et la dépense supportée par les propriétés protégées, dans la proportion de leur intérêt aux travaux ; sauf les cas où le gouvernement croirait utile et juste d’accorder des secours sur les fonds publics ». Elle accordait en outre aux associations un statut leur donnant la possibilité d’interventions à caractère obligatoire avec en contrepartie un contrôle accru de leur fonctionnement. Ce statut est renforcé et adapté notamment en 1865, puis au XXIe siècle en 2004.
La politique globale et très volontariste du Second Empire en matière d’aménagement du territoire donne à l’État un rôle prédominant pour la mise en œuvre de certaines actions de protection, comme par exemple avec la loi du 28 mai 1858 relative à l'exécution des travaux destinés à mettre les villes à l’abri des inondations.

### Poursuite de l'endiguement

#### Loire
À la suite des inondations de 1846 puis de 1856, l’administration prend conscience des erreurs du passé et l’ingénieur Comoy est chargé de la direction d'études préalables à un plan de défense contre les crues de la Loire. Il démontre les effets pervers de l’endiguement excessif qui augmente le débit maximum. La hauteur des digues devient telle qu’au lieu de protéger la population, elle la met autrement en danger par les risques de rupture : plus on endigue, plus on réduit le lit du fleuve, le niveau de l’eau monte, prend de la vitesse et augmente la pression sur les digues ; celles-ci ont alors toutes les chances de se rompre. 
L’administration des ponts et chaussées reprend en partie l’arrêt du Conseil royal de 1783 dans une décision du 30 juillet 1862, une des solutions préconisées consistant à élargir le lit endigué, mais ce projet est irréalisable puisqu’il suppose que l’on recule les digues existantes. La construction de déversoirs paraît difficile car les vals sont habités, la préférence de Comoy va ainsi aux retenues amont, technique que l’on commence à maîtriser. Il propose la construction, sur les hauts bassins versants, de 85 barrages de retenue capables d’emmagasiner un volume de 520 millions de m³ d’eau, ramenant au Bec d’Allier le débit des crues de 1856 et 1866 (de l’ordre de 7 500 m3/s) à 6 000 m3/s). Mais, à la suite de la nouvelle crue exceptionnelle de 1866, l’ingénieur Comoy abandonne rapidement l’idée de barrages-réservoirs en amont et privilégie la construction de déversoirs, solution plus facile à réaliser et moins coûteuse. Cet argument est de poids, en raison de la pénurie de capitaux due au déclin économique du bassin de la Loire en général et de la navigation en particulier. 
L’ampleur du programme de 1867 est sans précédent : vingt déversoirs ouvriraient aux hautes eaux 18 des 33 vals endigués et 44 000 ha, soit près de la moitié de leur superficie (96 000 ha). L’Orléanais et la Touraine se prêtent le mieux aux travaux par l’étendue de leur plaine submersible et quatorze des vingt déversoirs y sont prévus, dans douze vals, pour une superficie de 37 400 ha sur 48 600 ha. L'hostilité des riverains est très forte : seuls sept des vingt déversoirs prévus sont exécutés entre 1870 et 1891 dans la partie supérieure des enceintes submersibles, par exemple celui de Jargeau, dans le Loiret, qui est exécuté de 1878 à 1882. Quant aux barrages, on connaît les sites intéressants, mais on n’en construira aucun sous la Troisième République, sauf ceux affectés à l’hydroélectricité.

#### Rhône
Les premiers gros travaux d'endiguement sont entrepris sur le Rhône de 1838 à 1859. Ils sont réalisés par les ingénieurs Kleitz, puis Tavernier, et ont pour but de concentrer les eaux sur un chenal unique, de 400 m de large de Lyon jusqu’à la confluence avec l’Isère, bordé de digues. Hautes de 5 m par rapport au niveau de l’étiage, ces digues qui, comme pour la Loire, étaient qualifiées d’insubmersibles, ne résisteront pas lors des grosses crues. De 1860 à 1865, des digues moins hautes (2 m au-dessus de l’étiage), donc submersibles sont construites. Elles modifient avec plus de souplesse le cours du Rhône en évitant les trop fortes contraintes liées à la concentration des eaux. Le lit mineur du fleuve est alors ramené à 180 mètres de large. De 1867 à 1883 se succèdent divers chantiers de construction de digues submersibles entre Irigny, l’île Tabard, Feyzin et Grigny. Diverses techniques, notamment l’enrochement sont employées. Les résultats en deçà des attentes de la batellerie et des pouvoirs publics. C’est à partir de 1883, et jusqu’en 1910, que sont réalisés les aménagements de l’ingénieur  Girardon. Ils consistaient à canaliser les eaux dans un chenal unique par la construction ou le réaménagement de digues basses sur les berges concaves, et d’épis plongeants qui stabilisaient le lit du fleuve. Ainsi, non seulement le Rhône ne divaguait plus, mais son lit se creusait automatiquement, permettant de créer et d’auto-entretenir un tirant d’eau permettant à de gros et lourds bateaux de naviguer,.

#### Seine
L'augmentation de la taille des navires de commerce au début du XIXe siècle, l'accès à Rouen devient encore plus difficile et l'arrivée du chemin de fer à Rouen en 1843 et son extension prévue vers les ports du Havre et de Dieppe menace un détournement du trafic de commerce vers ces ports. Des travaux d'aménagement de l'estuaire deviennent urgents afin de le rendre plus navigable. Durant la seconde moitié du XIXe siècle, des travaux d'endiguement sont engagés. Les premiers sont commencés en 1846 entre Quillebeuf et Villequier et vont s'échelonner jusqu'en 1859 (décret du 15 janvier 1852 : digues entre La Mailleraye-sur-Seine et Villequier et entre Quillebeuf et Tancarville, décret du 3 août 1853 : digues entre Quillebeuf et La Roque). À l’embouchure, les travaux d’endiguement débutent dès 1896. Ils comprennent la construction de la digue de Petiville en rive droite pour stabiliser le passage à Vieux Port, de la digue Nord insubmersible, d’une digue convexe en rive gauche, ainsi que d’une digue haute au niveau du Marais Vernier en aval de Quillebeuf-sur-Seine .

#### Garonne
Avant le milieu du XIXe siècle, les digues étaient rares et à l'origine d'initiatives privées. Mais l'agriculture prenant une place importante dans la vallée avec le déclin de la navigation, la crue de 1875 qui ravagea les cultures de la vallée et fit plus de 400 victimes impulsa la création de nombreux syndicats de propriétaires pour protéger les terres. L'endiguement dans les campagnes se systématise. Il en résulte un paysage cloisonné caractéristique .

### Début de l'annonce des crues
Après la crue catastrophique de la Loire de 1846, le Conseil général des ponts et chaussées met en place un programme d'études sur le cours de la Loire et un effort métrologique avec la mise en place d'échelles de crue. Il entreprend également une cartographie de la vallée de la Loire avec le report des limites de la crue et des suivantes (1856 et 1866), au 1/20 000, en seulement 4 ans, de 1848 à 1852, en mobilisant plusieurs promotions de l'École nationale des ponts et chaussées. Un peu plus tard, en 1854, l'ingénieur Eugène Belgrand est chargé de créer, sur la Seine, le premier service hydrométrique de transmission cle prévisions aux ingénieurs riverains. En une vingtaine d'années, des services d'annonce de crue sont créés sur les principales rivières de France (Loire, Rhône, Saône, Isère, Drôme, Durance, Garonne, Seine, Aisne, Marne, Oise, Meuse). Pour la crue de la Seine de 1876, le service fondé par Belgrand a ainsi été capable de produire une alerte à échéance de 5 jours.

## XXesiècle(1900-1980)

### Poursuite des grands travaux

#### Seine, l'ère des grands barrages
En janvier 1910, une crue de la Seine inonde de nombreuses rues parisiennes et 20 000 immeubles, touchant environ 200 000 habitants de la ville. Le 22 janvier, le métro parisien est à son tour sous les eaux. La Seine met 45 jours à retrouver son niveau normal. Les dégâts s'élevèrent à 400 millions de francs-or,. À la suite de cette crue et de celle de 1924, qui touche aussi Paris et son agglomération, ainsi que des sécheresses des années 1920, l'État et le département de la Seine décident d'aménager la Seine et ses affluents en amont de la capitale, pour réguler le cours du fleuve. Le premier « grand lac de Seine », le lac de Pannecière, d'une capacité de 80 millions de m3, sur l'Yonne, est mis en service en 1949. Le lac-réservoir Seine, d'une capacité de 208 M. de m3, à proximité de Troyes, en Champagne humide, est mis en service en 1966, le lac-réservoir Marne (349 ↑M. de m3) en 1974 et enfin le lac-réservoir Aube (170 M. de m3) en 1990 .

#### Loire, des déversoirs mais aussi des barrages
La Loire, quant à elle, est largement négligée au cours du XXe siècle, malgré les crues exceptionnelles de 1846, 1856 et 1866 qui avaient été dévastatrices, mais aussi de celle d'octobre 1907 qui faillit tourner au désastre dans la région d’Orléans et de Blois. Cette crue attise toutefois à nouveau les craintes et amène en 1911 l’administration d’État à dresser un état des lieux des réalisations du programme de 1867, mais la Première Guerre mondiale enterre les derniers projets envisagés. La pertinence des déversoirs n’apparaît alors plus si évidente pour les ingénieurs locaux qui estiment que les projets d’adduction d’eau de la Loire vers Paris devraient définitivement diminuer les risques. L’administration des ponts et chaussées désavoue cette opinion mais semble néanmoins s’incliner au milieu des années 1920 devant l’ampleur des coûts estimés pour les déversoirs restant à construire. Tous les travaux d’amélioration sont alors abandonnés. Les activités désertent les rives du fleuve, les villes se tournent vers les gares construites à l’opposé des quais de la Loire, cette dernière n’étant plus d’aucune utilité économique.
Les cinq principaux déversoirs du programme de 1867 sont construits : Ouzouer-sur-Loire, Jargeau, Avaray, Montlivault, Chapelle-aux-Naux/Vieux Cher. Mais les projets de construction des autres déversoirs de 1867 sont abandonnés. De nouveaux déversoirs, non prévus en 1867, ont certes été construits sur le val de la Divatte en 1917. Mais l’État décide en 1925 de l’abandon de tous les ouvrages du programme de 1867 qui n'ont pas encore été réalisés. La raison est à rechercher dans l'abandon de la navigation de Loire, l'activité économique étant désormais entièrement tournée vers le fer. Le système imaginé au XIXe siècle par les inspecteurs généraux de la Commission des Inondations de la Loire demeure donc incomplet.
À la fin des années 1950, l'idée de construction de barrages, à l'instar de ceux de la Seine apparaît, mais les préoccupations ne sont plus seulement la maîtrise des trop hautes eaux, qui protège contre d’hypothétiques pertes économiques mais ne produit pas de plus-values régulières, mais surtout soutenir les étiages en parallèle à la construction de centrales hydroélectriques,. Sept barrages sont envisagés : Serre-de-la-Farre, Grandgent et Villerest sur la Loire, le Veurdre, Naussac I et Naussac II sur l’Allier, et Chambonchard sur le Cher. Le programme de 1971 privilégie les deux sites près du Bec d’Allier, les plus intéressants pour contenir les crues mixtes : Villerest qui commande 35 % de la surface du bassin de la Loire, et le Veurdre qui barre 95 % de celui de l’Allier. Le premier, situé à quelques kilomètres de Roanne est le premier à être retenu par l’État en 1973 : il écrête toutes les crues dont le débit est supérieur à 1 000 m3/s. Villerest permet en outre un soutien d’étiage grâce à sa capacité de réserve de 128 millions de m3. Il offre un cadre de loisir grâce au plan d’eau, une fonction complémentaire étant aussi de produire de l’énergie. Le barrage de Naussac, dédié au soutien d'étiage, est mis en service en 1983.

#### Rhône
Au début des années 1960, la construction du barrage de Pierre-Bénite (1966) et le creusement du canal de navigation modifient complètement ce qui restait du fonctionnement naturel du Rhône. L’espace situé entre le Rhône et le canal, devenu les îles de la Chèvre et de la Table Ronde, devint un no man’s land où diverses activités pas toujours très légales se développent. Parallèlement surgissent les premières mises en cause de ces grands aménagements (le barrage de Serre-Ponçon sur la Durance date également de 1960) au nom d'un souci de protection de la ressource en eau (loi sur l'eau de 1964) et des impacts environnementaux de ces aménagements (loi du 10 juillet 1976 relative à la protection de la nature).

#### Garonne
Les actions pour la protection vont se prolonger jusqu'aux années 1980 et se durcissent partir de la crue de 1952. Toulouse canalise le fleuve et se retranche derrière des digues de béton, des faubourgs entiers perdant ainsi tout contact avec la Garonne. À la fin des années 1960, le lit de la Garonne est enfermé dans un système de digues en béton depuis les ponts d’Empalot, jusqu’au pont de Blagnac.

### Milieu duXXe, début des modélisations hydrauliques
La modélisation mathématique en hydraulique et hydrologie au sens moderne du terme, c'est-à-dire en utilisant les ordinateurs, date des années 1950. C'est en 1952-1953 que le groupe de chercheurs de l'université de New York (Stoker, Isaacson et Troesch) a pu construire, en écrivant un programme et en utilisant un ordinateur, un modèle moderne de la propagation des crues le long d'un tronçon du Mississippi, incluant sa confluence avec l'Ohio. Depuis, les modèles ont subi une série de transformations, passant par quatre générations :
- première génération : des formules numérisées. Cette génération s'est maintenue jusqu'au début des années 1960 ;
- deuxième génération : des modèles numériques spécifiques dédiés, par exemple le modèle d'un tronçon du Rhône ou le modèle de la mer du Nord. Il s'agissait de programmes créés à cette fin unique et demandant des modifications importantes dès que l'on voulait les utiliser pour une autre application. Cette génération a régné sans conteste entre 1960 et 1970 ;
- troisième génération : des systèmes généraux de modélisation. Un système, conçu pour simuler la propagation des crues, permet aussi bien de construire un modèle de la Seine qu'un modèle du Niger. Ces systèmes ont été utilisés à partir de 1965 et l'étaient encore en 1995 ;
- quatrième génération qui apparaît dans les années 1986-1987 : les progiciels véritables, des systèmes généraux de modélisation exploités d'une manière conversationnelle, implantés sous MS-DOS ou sous Unix et pouvant être utilisés par le grand public.

## XXesiècle(1980-2000): environnement, urbanisme et citoyens

### Années 1980

#### Création du régime «catnat»
La nécessité d'une indemnisation juste et rapide des victimes de catastrophes naturelles repose sur un principe de solidarité affirmé par le préambule de la Constitution du 27 octobre 1946 : « La Nation proclame la solidarité et l'égalité de tous les Français devant les charges qui résultent de calamités nationales. ». Les tentatives parlementaires pour mettre en place ce principe ont été nombreuses dans les années 1970 puis 1980, notamment avec les propositions de loi de Jean-Pierre Chevènement en 1978, puis de Guy Cabanel en 1978, de Jacques Eberhard en 1980 puis de Louise Moreau en 1981, mais qui n'aboutissent pas. C'est finalement la proposition de Jean-Hugues Colonna en novembre 1981, déposée par l'ensemble des élus socialistes  qui aboutit à la loi du 13 juillet 1982 mettant en place le régime d’indemnisation des victimes de catastrophes naturelles,. Les importantes inondations dans les vallées de la Saône et du Rhône et dans le sud-ouest de la France  en décembre 1981 ont assurément contribué à faire aboutir le dossier. La loi est aujourd'hui codifiée aux articles L. 125-1 à L. 125-6 et L. 431-9 du code des assurances.
Il s'agit d'une synthèse originale combinant les mécanismes d’assurance privés et une logique de solidarité, dans la mesure où d'une part il s'appuie sur une large mutualisation et d'autre part il bénéficie d’une réassurance publique avec garantie de l’État.  Ce régime consiste, en effet, en une extension obligatoire des contrats d’assurance dommages aux biens et pertes d’exploitation, financée par une prime additionnelle représentant 12 % de la prime principale (6 % pour les véhicules à moteur). Cette extension figure donc, depuis lors, dans les contrats multirisques habitation de tout un chacun. Deux conditions être remplies pour être indemnisé : l’état de catastrophe naturelle doit avoir été préalablement constaté par un arrêté interministériel pour une zone et une période déterminée et les biens sinistrés doivent être couverts par un contrat d’assurance. Par ailleurs un lien de causalité doit bien entendu exister entre la catastrophe constatée par l’arrêté et les dommages subis par l’assuré.
La loi est appliquée plusieurs fois dans les années 1980. En juin 1983 le ministère de l'Agriculture annonce des avances forfaitaires sur l’indemnisation des agriculteurs les plus touchés des inondations de 1983. En octobre 1988, à la suite de violents orages sur la ville de Nîmes et sur ses environs ayant provoqué d’importants dégâts, François Mitterrand annonce la mise en œuvre de mesures d’indemnisation des victimes. Le 8, un arrêté constatant l’état de catastrophe naturelle pour Nîmes et soixante-dix communes environnantes est publiée au journal officiel. En août 1989, la Commission nationale des calamités agricoles de débloquer des crédits pour l’indemnisation des agriculteurs du Sud-ouest, victimes d’inondations en 1988. Les années suivantes, la procédure sera appliquée à la suite de chaque catastrophe naturelle.

#### Décentralisation de l’urbanisme et plans d'exposition aux risques
Si, de 1943 à 1983, l’urbanisme en France a été une affaire d’État, il devient une compétence communale avec les lois de décentralisation du 7 janvier 1983 et du 18 juillet 1985. La commune – ou, par transfert, les établissements publics de coopération intercommunale (EPCI) – se voit attribuer la compétence non seulement d’établir les documents d’urbanisme mais également d’assurer la délivrance, au nom de la commune, des autorisations qui en découlent. Ce pouvoir est pour les élus locaux un levier essentiel pour peser, à moyen et long termes, sur l’aménagement de leur territoire et le développement économique de leur commune. Parallèlement, le décret d'application du 3 mai 1984 institue les plans d'exposition aux risques (PER) . À l'initiative des préfets, ceux-ci visaient d'une part l'interdiction de nouvelles constructions dans les zones les plus exposées, et d'autre part des prescriptions spéciales pour les constructions nouvelles autorisées dans les zones moins exposées, associées à la prescription de travaux pour réduire la vulnérabilité du bâti existant.

### Années 1990

#### Création des plans de prévention des risques
M. Renaud Vié Le Sage, ancien directeur du commissariat aux risques majeurs, déclarait en 1994 : « En France, 80 % des permis de construire en zones inondables ont été délivrés durant ces 40 dernières années. On estime que deux millions de personnes vivent aujourd'hui dans ces zones.» Ce qui s'est passé est doublement criminel : non seulement on continue à bâtir dans des zones dangereuses mais on n'informe pas les citoyens. Et en ce moment on construit de plus en plus vite, car tout le monde est bien conscient qu'un jour ou l'autre, à cause de drames comme à Vaison, il sera de plus en plus difficile de bâtir dans des zones dangereuses. En aval, les promoteurs accélèrent, en amont, les politiques ont les pieds sur le frein. ». Cette déclaration est prémonitoire sur les grandes catastrophes à venir mais aussi annonciatrice des futurs grands bouleversements dans le domaine de la prévention des risques et particulièrement de l'urbanisme en zone inondable. 
L'État entend garder la main sur la maîtrise de l'urbanisation en zone inondable, via les plans d'exposition aux risques mais aussi l'utilisation des projets de protection qualifiés de projets d'intérêt général, comme le préconise la circulaire du 24 janvier 1994. Le projet de protection définit et réglemente deux types de secteurs : d'une part ceux où la crue doit pouvoir s'étendre librement et dans lesquels toute extension de l'urbanisation est exclue, et d'autre part les secteurs où le caractère urbain prédomine et dans lesquels quelques constructions peuvent encore être réalisées. Néanmoins dans divers cas concrets, comme le PIG d'Orléans (juin 1994), le document s’avère conciliant, tenant compte des coups partis, intégrant à la zone urbanisable certains terrains à l’origine situés dans le champ d’expansion des crues à préserver de toute urbanisation, et surtout ne s’appliquant pas aux Plans d’aménagement de zones (pour les ZAC).
Jusqu'en 1995, quatre documents, mal appliqués et complexes, visaient à peu près les mêmes objectifs d'inscription de zonages à risques dans les documents d'urbanisme : le plan de surfaces submersibles (PSS) qui datait de 1935, le périmètre de zone inondable établi en application de l'article R. 111-3 du code de l'urbanisme, le plan d'exposition aux risques naturels prévisibles (PER) qui datait de la loi de 1982 et le plan de zones sensibles aux incendies de forêt (PZSIF) qui datait de la loi de 1987. Considérant que ces outils ont les mêmes objectifs et qu'il est souhaitable avant tout de lutter contre l'urbanisation en zone à risques, un document unique est créé avec la loi du 2 février 1995 (dite loi Barnier) pour permettre à l'État de mieux exercer cette maîtrise de l'urbanisation en zone inondable : le Plan de prévention des risques naturels prévisibles (PPRN). Cet outil juridique spécifique s'impose aux documents d'urbanisme communaux ou intercommunaux,. Toutefois les élus locaux font souvent de la résistance face à ce qu’ils considèrent comme un retour à l’État de leur compétence en matière de développement économique, un sacrifice sur l’autel de la sécurité publique au nom d’un principe qu’ils ne contestent pas en soi mais dont ils discutent la traduction sur le terrain.

#### Plans grands fleuves
Le 13 février 1986, un contrat de plan particulier est signé entre l'État, l'Agence de Bassin Loire-Bretagne et l'Établissement Public pour l'Aménagement de la Loire (EPALA). Il prévoit notamment la construction en dix ans des barrages écrêteurs de Serre-de-la-Farre en haute Loire et du Veurdre sur l'Allier. Mais, devant les oppositions locales nombreuses aux grands projets, l’État dénonce unilatéralement ce programme d'actions d’actions en 1992. Un nouveau programme « plan Loire grandeur nature » (1994-1999) ne contenant que des actions consensuelles et un premier volet études et recherches ainsi que le plan de financement correspondant sont arrêtés lors du comité interministériel d’aménagement et de développement du territoire du 4 janvier 1994. Ce programme élargi le champ bien au-delà de la problématique des inondations, en introduisant un volet patrimonial, culturel et environnemental significatifs. Il est ensuite suivi des plans 2 (200-2006) et 3 (2007-2013).
Ce premier plan Loire constitue le modèle des plans grands fleuves qui sont ensuite adoptés dans les années 2000, intégrant non seulement le volet lutte contre les inondations mais aussi les aspects environnementaux et patrimoniaux, et adossés aux contrats de plan : plan Meuse (2003), plan Rhône (2006) et plan Seine (2007).

#### Prévisions: des moyens performants mais une organisation déficiente
Avec l'avènement de la microinformatique à la fin des années 1980 et des données topographiques à haute résolution toujours plus détaillées, comme celles acquises par laser aéro-porté,,  les modèles hydrauliques et hydrologiques sont de plus en plus performants et permettent de simuler des scénarios de crue toujours plus détaillés. Couplés à des systèmes d'information géographiques eux-aussi toujours plus puissants, la représentation de ces scénarios est d'autant plus lisible et précise. Trois types de modèles hydrauliques sont utilisés, : 
- Modèle 1D où on privilégie une dimension d’espace par rapport aux deux autres (modèles de rivière, de réseaux de conduites). Des quantités moyennes sont calculées sur une section en travers ;
- Modèle 2D où on privilégie deux dimensions d’espace (ex. : plaines d’inondation, modèles maritimes) et où on calcule des quantités moyennes sur la verticale ;
- Modèle 3D où les paramètres et les variables sont des fonctions des trois directions de l’espace (ex. : plaines d’inondation, modèles maritimes, modèles détaillés de circuits hydrauliques). Ils utilisent très peu de lois empiriques (par rapport au 1D et 2D).

Parallèlement Météo-France se dote d'un supercalculateur en 1992, un Cray-2 avec une puissance crête totale de 1,7 GFLOPS (ou giga-FLOPS).
Sur le plan organisationnel, les services d'annonce des crues (SAC) sont définis par deux arrêtés du 27 février 1984 modifiés en 1997 et sont présents en 2000 sur 16 000 kilomètres de rivières et 300 000 kilomètres de cours d'eau en France. Le préfet est responsable de l'organisation de l'annonce des crues dans le département : leur mise en œuvre est confiée à 52 services différents (40 directions départementales de l'équipement (DDE), trois directions départementales de l'agriculture et de la forêt, quatre directions régionales de l'environnement, cinq services de navigation), dont aucun n'a compétence sur l'ensemble d'un bassin : il y a par exemple 13 DDE et un service de navigation compétents pour l'annonce des crues sur le bassin de la Loire, de plus la DIREN Centre joue également un rôle. Les SAC emploient alors 400 à 500 personnes sur l'ensemble du pays, ce qui correspond à environ 200 personnes en équivalent temps plein. Toutefois le rapport sur les causes et conséquences des inondations répétitives ou exceptionnelles de la fin des années 1990 et en particulier de celles de la Somme en 2001 est très critique sur les ce réseau. D'abord le réseau n'est pas exhaustif mais surtout, la simple annonce des crues assurée par ces services bien que déjà peu ambitieuse est mal remplie. Il y a en fait un décalage entre l'information disponible, les progrès scientifiques en matière de modélisation, de connaissance des inondations et l'absence d'organisation structurée de la prévision. Ces observations rejoignent celles du rapport Mariani sur les causes des inondations et les moyens d'y remédier établi en novembre 1994.

#### Information préventive
La loi du 22 juillet 1987, relative à l’organisation de la sécurité civile, la protection de la forêt contre l’incendie et la prévention des risques majeurs instaure le droit de la population à l’information sur les risques majeurs auxquels elle est soumise. Le décret du 11 octobre 1990, complété par les circulaires du 13 décembre 1993 et du 21 avril 1994 précise les modalités de mise en place de cette information préventive.
Le préfet est chargé d'établir le dossier départemental des risques majeurs (DDRM) regroupant  toutes les informations sur les risques naturels et technologiques auxquelles sont exposées les communes du département et, pour chaque commune exposée, le document communal synthétique (DCS) qui informe la commune des risques auxquels elle est soumise. Le maire est tenu d’informer ses administrés sur les risques majeurs auxquels est soumis le territoire de la commune en établissant, à partir du DCS, le document d'information sur les risques majeurs (DIRCIM) et en informant périodiquement la population,.

### Chronologie comparative événements / lois et règlements (1980-2000)
| Événements majeurs | Événements majeurs                                                                                                | Événements majeurs | Événements majeurs                   | Lois et règlements |
| Année              | Localisation | Dégâts             | Victimes                             | Lois et règlements |
| ------------------ | --- | ------------------ | ------------------------------------ | --- |
| 1982               | |                    |                                      | - Loi du 13 juillet 1982 définissant le régime d’indemnisation des victimes de catastrophes naturelles, dit régime « catnat », instituant en outre la mise en place des PER (Plans d'Exposition aux Risques), |
| 1984               | |                    |                                      | - Décret du 3 mai 1984 instituant les plans d'exposition aux risques (PER) . |
| 1987               | 14 juillet - Crue torrentielle du Borne au Grand-Bornand (Haute-Savoie)                                           | 107 M€             | 23 morts                             | - Loi du 22 juillet 1987 relative à l’organisation de la sécurité civile, à la protection de la forêt contre l’incendie et à la prévention des risques majeurs, (+ Décret 1990). Ce texte est abrogé par l'article 102 de la loi du 13 août 2004. |
| 1988               | 3 octobre - Nîmes (Gard),                                                                                         | 500 M€             | 10 morts                             | - Circulaire de juin 1988 : Risques naturels et droits des sols |
| 1990               | |                    |                                      | - Décret 90-918 du 11 octobre 1990 fixant les modalités d'information destinée au public. Celles-ci sont applicables dans les communes soumises à un PPR ou / et un PPI. Il concerne aussi bien les risques naturels que les risques technologiques. |
| 1992               | 22 septembre - Crue de l'Ouvèze à Vaison-la-Romaine) (Vaucluse), Ardèche et Drôme                                 | > 500 M€           | 47 morts dont 34 à Vaison-la-Romaine | - Loi du 3 janvier 1992 sur l'eau |
| 1993               | Automne - Sud-est (Bollène, …) puis Rhône aval (Camargue)                                                         |                    |                                      | - Circulaire de juillet 1993 relative à l’annonce des crues et d’alertes en matière de risques d’inondation |
| 1994               | |                    |                                      | - Circulaire interministérielle 24 janvier 1994 : prévention des inondations et gestion des zones inondables - Circulaire 2 février 1994 relative aux dispositions à prendre en matière de maîtrise de l’urbanisation dans les zones inondables - Circulaire 16 août 1994 relative à la prévention des inondations provoquées par les crues torrentielles - Circulaire interministérielle du 17 août 1994 relative aux modalités de gestion des travaux contre les risques d’inondation - Circulaire 24 octobre 1994 relative au plan décennal de restauration et d’entretien des rivières. - Appel au contrat de rivière. |
| 1995               | Janvier - 43 départements touchés (Basse-Normandie, Champagne-Ardenne, Bretagne, Pays de la Loire, Île-de-France) | 610 M€             | 15 morts                             | - Loi du 2 février 1995 (dite Loi Barnier) relative au renforcement de la protection de l’environnement (remplaçant en particulier la procédure d'établissement des PER, par une procédure, simplifiée, d'établissement des Plans de protection des risques naturels prévisibles (PPRN) et introduit, en outre, la possibilité d'exproprier les populations soumises à un risque naturel majeur. - Le décret du 17 octobre 1995 fixe les modalités de ces expropriations et celui du 5 octobre 1995 fixant le contenu du PPR.                                                                                              |
| 1996               | |                    |                                      | - Circulaire du 24 avril 1996 relative aux dispositions applicables au bâti et ouvrages existants en zones inondables. Elle précise l'objectif des PPR en matière de sécurité des personnes et de réduction de la vulnérabilité des biens et des activités dans les zones exposées et rappelle le maintien de la capacité d'écoulement et d'expansion de crues. |
| 1999               | 12-14 novembre - Crues dans l’Aude, le Tarn, l’Hérault, les Pyrénées-Orientales et l’Aveyron                      | 533 M€             | 15 morts                             | - Circulaire 1999 relative au recensement des digues - Guide méthodologique de 1999 sur les plans de prévention des risques d'inondation. Il précise la démarche nationale relative à la réalisation des plans de prévention des risques d'inondation |

## XXIesiècle

### Années 2000

#### Une dimension devenue européenne
La récurrence et l’ampleur des inondations à travers l’Union européenne entre 1998 et 2002 conduit l'Union d'une part à mettre en place des crédits du Programme Communautaire de Recherche et de Développement (PCRD) et les projets FEDER dédiés aux inondations et d'autre part à créer des réseaux d’échanges techniques et de partage des savoir-faire entre les États membres : EXCIFF sur l’annonce de crue en 2005 (le représentant de la France dans ce groupe est le SCHAPI), EXCIMAP pour la cartographie des inondations en 2006-2007. 
Enfin l'Union européenne publie en 2007 la directive du 23 octobre 2007 (dite Directive inondation) visant à réduire les disparités de prise en compte et de traitement du phénomène inondation selon les États membres et à favoriser la coopération transfrontalière. Celle-ci se borne toutefois à poser une méthode laissant une importante marge de manœuvre aux États membres pour son application.

#### Programme d’Action de Prévention des Inondations
En 2002, l'État lance les programmes d'actions de prévention des inondations (PAPI). Ces documents regroupent les propositions définies par les collectivités territoriales et les services de l’État pour prévenir les inondations ou réduire la vulnérabilité des habitations et des activités sur un territoire. L’échelle du territoire est le bassin versant (territoire traversé par un cours d’eau et ses affluents). En 2014, une soixantaine de PAPI ont été lancés sur des bassins versants particulièrement sensibles.

#### Sécurité des digues
Le décret du 11 décembre 2007 relatif à la sécurité des ouvrages hydrauliques et au comité technique permanent des barrages et des ouvrages hydrauliques est le premier texte réglementaire sur la sécurité des ouvrages hydrauliques. Il organise la séparation des responsabilités des gestionnaires ou maîtres d ’ouvrages de celles de l’État, contrôle de second niveau et institue pour les gestionnaires des obligations de surveillance et d’entretien de leurs ouvrages, avec production régulière de documents en attestant. Quatre classes de barrages et de digues sont définies : A, B, C, D du plus impactant au moins impactant sur la sécurité à l'aval .

#### Réorganisation de la prévision des crues
En 2002, le ministère du Développement durable engage une réforme du dispositif de l’annonce des crues. D'une part 22 services de prévisions des crues (SPC) remplacent les 52 services d’annonce des crues (SAC) préexistants sur les principaux cours d’eau. D'autre part est créé à Toulouse un service d'appui et de coordination de ces SPC, le Service central d’hydrométéorologie et d’appui à la prévision des inondations (SChAPI), qui établit, en synergie avec Météo-France, une veille hydrométéorologique 24 heures sur 24 sur les bassins rapides,.
En décembre 2007, Météo-France met en place une nouvelle carte de vigilance pluies-inondations afin d’améliorer l’efficacité de la chaîne d’alerte et la communication relative aux risques par des bulletins de suivi et des conseils de comportement (disponibles sur le site internet de Météo-France). Il s'agit d'un système d’information en continu fournissant au grand public et aux autorités de tous les échelons une information qualitative et graduée sur le risque de crues et des prévisions hydrologiques sur les cours d’eau du territoire métropolitain faisant l’objet d’une surveillance,.

#### Information préventive renforcée
La loi du 30 juillet 2003 relative à la prévention des risques technologiques et naturels et à la réparation des dommages prévoit la mise en place de commissions départementales des risques naturels majeurs (CDRNM), une information des acquéreurs et locataires de biens immobiliers (bâti et non bâti) situé en zone de sismicité ou/et dans un plan de prévention des risques (dont les plans de prévention du risque inondation), prescrit ou approuvé, sur les risques auxquels ils sont exposés, la mise en place de repères de crues et la création de services de surveillance et de prévision de crues.

#### Organisation de crise clarifiée
La loi du 13 août 2004 de modernisation de la sécurité civile réaffirme l’importance primordiale de l’échelon communal dans la gestion de crises, crée les plans communaux de sauvegarde (PCS) et indique que le citoyen doit être le premier acteur de sa sécurité et de celle de ses proches. Le préfet de département est, quant à lui, directeur des opérations en cas de crise majeure, lorsque les effets de la crise dépassent le cadre du territoire communal. Le préfet de zone de défense et de sécurité est conforté dans son rôle de coordination.

### Années 2010

#### Xynthia: un drame qui aurait pu être évité
La tempête Xynthia qui se déroule du 27 au 28 février 2010 occasionne la mort de 53 personnes dont 29 à La Faute-sur-Mer, essentiellement des personnes âgées et trois jeunes enfants, ayant péri noyées, après la submersion de la digue censée protéger leurs habitations, en contrebas de l’estuaire de la rivière du Lay. Le rapport d'analyse produit en juillet 2010 dresse un constat sans appel : le drame aurait pu être évité. Si la mobilisation des secours a été remarquable, de graves défaillances sont constatées : des faiblesses dans la prévision météorologique, une vigilance insuffisamment opérationnelle, un risque de submersion marine mal anticipé, une occupation des sols ignorante du risque d’inondation, un entretien défectueux des digues. 
Les recommandations portent sur une meilleure intégration de la culture du risque dans la gestion du littoral, une amélioration du cadre législatif et de la conscience du risque. Il s'agit également de promouvoir une approche globale du risque de submersion marine en l'intégrant dans la stratégie nationale, en anticipant mieux ce risque, en améliorant la coordination vis-à-vis de ce risque et en adaptant l'aménagement de l’espace littoral à ce risque. Deux propositions de loi sénatoriales, au contenu identique visant à améliorer la gestion du risque de submersion marine et reprenant les conclusions du rapport de la mission commune d'information du Sénat sur les conséquences de la tempête Xynthia sont par ailleurs déposées en décembre 2010,. Le texte est adopté par le sénat le 3 mai 2011 puis transmis à l'Assemblée nationale qui ne lui donne pas suite .
Une des premières mesures prises en urgence par l’État après le drame est l'acquisition des habitations situées dans des zones touchées par la tempête qu’il n’était pas possible de protéger. Dans ces zones d’extrême danger, le Gouvernement avait en effet estimé qu’il n’était pas acceptable de laisser les habitants se réinstaller. Ces zones, dites « zones noires », devaient donc retourner à l’état naturel. Dans les cas où l’acquisition à l’amiable des biens situés dans les « zones noires » n’était pas possible du fait du refus des propriétaires ou de l’absence d’accord sur le montant de la transaction, l’État a pu engager des procédures
d’expropriation pour cause d’utilité publique.
En juillet 2013, le parquet prononce le renvoi devant le tribunal correctionnel du maire de la Faute-sur-Mer pour « homicides involontaires » et « mise en danger de la vie d’autrui », ainsi que deux de ses adjoints et un promoteur immobilier local. Un fonctionnaire de la DDTM est poursuivi pour homicide involontaire. Le procès a lieu en octobre 2014. Le maire est condamné en première instance, à quatre ans de prison ferme mais en appel sa peine est ramenée à deux ans de prison avec sursis et à une interdiction définitive d'exercer une fonction publique. Les adjoints sont relaxés,.
Si la condamnation d'un élu n'est pas une première (le maire de Chamonix avait été condamné en février 1999 à trois mois de prison avec sursis après la mort de douze personnes dans l'avalanche de Montroc), le procès a un retentissement médiatique important et des positions très vives et très contrastées sont exprimées, tant de la part de l'Association des maires de France qui s'insurge à la suite du jugement en première instance, que de l'association des victimes à la suite du jugement en appel.

#### Transposition en droit français de la Directive inondation
La directive inondation est transposée en droit français, pour sa partie législative, par l’article 221 de la loi n° 2010-788 du 12 juillet 2010 portant engagement national pour l’environnement, dite loi « Grenelle 2 » puis réglementairement avec le décret n° 2011-227 du 2 mars 2011 relatif à l’évaluation et à la gestion du risque d’inondation. Son application va modifier substantiellement les pratiques françaises et demander une importante mobilisation de moyens humains et financiers, tant des services de l’État que des collectivités territoriales. Elle aura notamment pour conséquence une refonte en profondeur des modalités antérieures de cartographie des inondations, qui ne prennent en compte ni les trois niveaux de risques demandés, ni les dommages humains, économiques et environnementaux potentiels. Il est étonnant qu’il ait fallu attendre une directive européenne pour se préoccuper d’une question aussi essentielle que le niveau de risque contre lequel on entend protéger la population.
Le district hydrographique est l'échelle de gestion instituée pour la mise en œuvre de la directive inondation, en cohérence avec l'échelle de mise en œuvre de la directive cadre sur l'eau. Les districts correspondent aux grands bassins (DOM compris), à l'exception du bassin Rhin-Meuse, qui comprend le district Rhin et le district Meuse, et du bassin Artois-Picardie, district Escaut et district Sambre.
En 2011,  une évaluation préliminaire des risques d'inondation (EPRI), première étape de la Directive inondation, donne pour la première fois une vision homogène et objective des risques sur l’ensemble du territoire.
En 2012, 122 territoires à risques important d'inondation (TRI) concentrant le plus d'enjeux sont identifiés afin de prioriser l’action sur les terri toires où il y a le plus d’enjeux exposés, dans un souci de préserver la compétitivité des territoires et d’optimiser l’investissement public.
Les plans de gestion du risque inondation (PGRI) par bassin sont produits en décembre 2015 et doivent être mis à jour tous les six ans, dans un cycle d’amélioration continue.

#### Stratégie nationale de gestion des risques d'inondation
L'État a choisi d'encadrer la mise en œuvre de cette Directive par une stratégie nationale de gestion des risques d’inondation fondée sur des valeurs de responsabilité, de solidarité et de proportionnalité.
La Commission Mixte Inondation valide les quatre grandes orientations de la stratégie nationale inondation en mars 2012 : Augmenter la sécurité des populations, faire partager la connaissance des risques par tous les publics, stabiliser à court terme et réduire à moyen terme le coût des dommages des inondations  et raccourcir fortement le délai de retour à la normale des territoires sinistrés.
Ils se traduisent par les quatre défis suivants à relever :
- développer la gouvernance et les maîtrises d’ouvrage ;
- aménager durablement les territoires ;
- mieux savoir pour mieux agir ;
- apprendre à vivre avec les inondations.

#### Plan de submersions rapides
Le plan de submersions rapides (PSR) est un plan national et interministériel validé le 17 février 2011, qui couvre les risques d’inondation par submersions marines, crues soudaines ou ruissellements localisés et ruptures de digues. Il couvre la période 2011-2016 et comprend 71 actions thématiques et 9 actions structurantes.
disposant de 500 M€ issus du Fonds de Prévention des Risques Naturels Majeurs (FPRNM). Ce plan décline de manière concrète les actions de l’État à travers 4 axes (urbanisation et aménagement, amélioration des systèmes de surveillance, de prévision, de vigilance, et d’alerte, amélioration de la fiabilité des ouvrages, renforcement de la culture du risque). À titre d’exemple, le renforcement de 1 200 km de digues est l’une des 80 actions du plan,.
Le plan de submersions rapides prévoyait, entre autres, l’élaboration par la Direction générale de l’aménagement, du logement et de la nature, en partenariat avec le CEPRI et la Direction générale de la prévention des risques, d’un référentiel national des règles de construction en zone inondable. Celui-ci est publié en juillet 2012 Ce document n’a pas de portée réglementaire, mais vise à orienter le maître d’ouvrage dans le choix des matériaux et des plans de construction.

#### Submersion marine et PPR
Une des recommandations du rapport d'analyse de la tempête Xynthia est d'intégrer la spécificité de la submersion marine dans les plans de prévention des risques et prendre en compte l’existence du risque dans les documents d’urbanisme.
Dans l'attente de l'actualisation du cadre méthodologique des plans de prévention des risques littoraux (submersions marines et estuairiennes, érosion, ...) qui date de 1997, la circulaire du 27 juillet 2011 fixe les grands principes  méthodologiques pour la prise en compte du risque de submersion marine dans les plans de prévention des risques naturels littoraux. Dans le même temps, la circulaire du 2 août 2011 relative à la mise en œuvre des plans de prévention des risques naturels littoraux  identifie 303 communes comme prioritaires sur l’ensemble du littoral métropolitain français, en raison du risque pour les vies humaines constaté actuellement, ou qui pourrait s’y accroître significativement du fait d’une urbanisation non maîtrisée.
Le nouveau guide méthodologique relatif à l'élaboration des plans de prévention des risques littoraux est finalement publié en mai 2014.

#### Amélioration de la prévision et de l'alerte
En octobre 2011, Météo-France complète le dispositif de prévision par la nouvelle vigilance « vagues-submersion (marine) » (en partenariat avec le SHOM, et en lien avec le Ministère du développement durable et le Ministère de l'Intérieur). Parallèlement le programme de renouvellement et d’extension du réseau des radars hydrométéorologiques est accéléré. Le service d’Avertissement sur Pluies Intenses à l’échelle des Communes (APIC) est opérationnel depuis fin 2011 et celui des bulletins téléphonés de vigilance météorologique depuis avril 2012. 
Prévu dans le plan de submersions rapides, un dispositif d’avertissement crues soudaines est étudié et doit être mis en place avant 2017 par le Service central d'hydrométéorologie et d'appui à la prévision des inondations (Schapi) pour alerter en temps réel les préfets et les maires de risques d’événements localisés mais intenses.

#### Gemapi: nouveau transfert de compétences au bloc communal
La loi de modernisation de l'action publique territoriale et d'affirmation des métropoles (Maptam), promulguée le 27 janvier 2014, attribue aux communes, à compter du 1er janvier 2018, une nouvelle compétence exclusive et obligatoire de « gestion des milieux aquatiques et de prévention des inondations » ou Gemapi. Cette compétence sera exercée par les communes ou, en lieu et place des communes, par les établissements publics de coopération intercommunale à fiscalité propre (EPCI-FP). Les communes ou EPCI-FP pourront adhérer à des syndicats mixtes et leur transférer tout ou partie de la compétence. La loi encourage ainsi la création de syndicats mixtes à des échelles hydrographiquement cohérentes : les EPAGE (établissement public d’aménagement et de gestion des eaux) à l'échelle de sous-bassins versants et les EPTB établissements publics territoriaux de bassin) à l’échelle des groupements de sous-bassin. 
D’abord jugée « inapplicable » par l’Association des maires de France, plusieurs aménagements apportés à cette nouvelle compétence la rendent plus acceptable par les élus à l'été 2015 mais lors du congrès des maires de juin 2016, il apparaît que cette nouvelle compétence divise encore, inquiète, passionne ou a minima interpelle les élus locaux. Par exemple la responsabilité juridique des digues de protection reste floue, particulièrement les quelque 570 km de digues orphelines, dont les propriétaires ne sont pas identifiés et dont les collectivités refusent le transfert. L'AMF demande ainsi le réexamen du rôle de l’État pour la compétence GEMAPI, en particulier pour ce qui concerne les systèmes d'endiguement, les digues domaniales, l'organisation générale du dispositif Gemapi et de son périmètre de responsabilité.
Publiée en 2014 mais d'application repoussée à 2016, pour finalement (avec des réaménagements tels que la possibilité de transfert d'une partie des compétences de la Gemapi à un EPAGE ou un EPTB) entrer en  vigueur début 2018 (publication au journal officiel le 31 décembre 2017). Pour financer ses actions une intercommunalité peut maintenant instaurer une nouvelle taxe (40 euros par an et par habitant au maximum) ou permettre (via une convention) que des actions de départements et de régions soient poursuivies par ces entités.

### Chronologie comparative événements / lois et règlements (2000-2020)
| Événements majeurs | Événements majeurs | Événements majeurs       | Événements majeurs                        | Lois et règlements |
| Année              | Localisation | Dégâts                   | Victimes                                  | Lois et règlements |
| ------------------ | --- | ------------------------ | ----------------------------------------- | --- |
| 2001               | 4 avril au 30 juin - Somme, Oise et Eure (inondations par remontées de nappes).                                                |                          |                                           | - Appel à projet PAPI 2002. |
| 2002               | 8 au 12 septembre - Gard et départements limitrophes - Crues du Rhône, du Vidourle, du Gardon, de la Cèze et autres affluents. | 1,2 Md€                  | 24 morts                                  | - Circulaire 30 avril 2002 relative à la politique de l’État en matière de risque naturels prévisibles et de gestion des espaces situés derrière les digues de protection contre les inondations et les submersions marines |
| 2003               | 1 au 10 décembre - Débordement de nombreux cours d'eau dont le Rhône, la Loire, le Tarn, le Lot, l'Aveyron,                    |                          |                                           | - Loi du 30 juillet 2003 dite « loi Bachelot » relative à la prévention des risques technologiques et naturels et à la réparation des dommages prévoyant la mise en place des commissions départementales des risques naturels majeurs (CDRNM), une information des acquéreurs et locataires de biens immobiliers sur les risques, la mise en place de repères de crues et la création de services de surveillance et de prévision de crues ; - Circulaire août 2003 relative à l’organisation du contrôle des digues de protection contre les inondations fluviales intéressant la sécurité publique ; - Arrêté du 2 juin 2003 portant création du service central d'hydrométéorologie et d'appui à la prévision des inondations.                                                                       |
| 2004               | |                          |                                           | - Circulaire janvier 2004 relative à la maîtrise de l’urbanisation et adaptation des constructions en zone inondable (adressée aux Préfets des régions et départements de Provence-Alpes-Côte d’Azur et Languedoc-Roussillon) - Loi du 13 août 2004 de modernisation de la Sécurité Civile réaffirmant l’importance primordiale de l’échelon communal dans la gestion de crises, créant les plans communaux de sauvegarde (PCS) et indiquant que le citoyen doit être le premier acteur de sa sécurité et de celle de ses proches |
| 2006               | |                          |                                           | - Loi du 30 décembre 2006 sur l’eau et les milieux aquatiques, précisée par le décret 2007-1735 du 11 décembre 2007, organisant le recensement et le contrôle de la sécurité des ouvrages hydrauliques que sont les barrages et les digues. |
| 2009               | |                          |                                           | - Loi du 3 août 2009 dite « Grenelle1 », visant le renforcement de la politique de prévention des risques naturels majeurs au travers de la réduction de l’exposition des populations au risque d’inondation par la maîtrise de l’urbanisation, par la restauration des zones d’expansion des crues, et par des travaux de protection. |
| 2010               | 27 au 28 février - tempête Xynthia - Vendée, Charente-Maritime                                                                 | 1,2 Md€                  | 53 morts                                  | - Loi du 12 juillet 2010 dite « Grenelle 2 », transposant en droit français la directive européenne relative aux inondations. Cette directive prévoit une évaluation préliminaire des risques d’inondation, une sélection des territoires à risque important, une cartographie de ces territoires (avant fin 2013), enfin un plan de gestion des risques d’inondation avant fin 2015 ; - Circulaire du 7 avril 2010 relative aux mesures à prendre à la suite de la tempête Xynthia du 28 février 2010. |
| 2010               | 14 au 16 juin - Var | 700 M€                   | 25 morts                                  | - Loi du 12 juillet 2010 dite « Grenelle 2 », transposant en droit français la directive européenne relative aux inondations. Cette directive prévoit une évaluation préliminaire des risques d’inondation, une sélection des territoires à risque important, une cartographie de ces territoires (avant fin 2013), enfin un plan de gestion des risques d’inondation avant fin 2015 ; - Circulaire du 7 avril 2010 relative aux mesures à prendre à la suite de la tempête Xynthia du 28 février 2010. |
| 2011               | 1 au 9 novembre - Var, Alpes-Maritimes, Hérault, Gard, Bouches-du-Rhône, Corse...                                              | 325 M€ (Assurés)         | 6 morts                                   | - Décret du 28 juin 2011 relatif à la procédure d'élaboration, de révision et de modification des plans de prévention des risques naturels prévisibles. - Circulaire du 5 juillet 2011 précisant les modalités de mise en place d'une gouvernance de bassin pour la conduite de la politique de gestion des risques d'inondation ; - Circulaire du 27 juillet 2011 fixant les principes qui doivent régir la prise en compte du risque de submersion marine dans les PPRL ; - Circulaire du 2 août 2011 relative à la mise en œuvre des plans de prévention des risques naturels littoraux (PPRL) et rappelant l'existence de deux programmes destinés à accompagner les collectivités qui le souhaitent par une aide contractualisée avec l'Etat : le PSR et le nouvel appel à projet des PAPI.         |
| 2014               | |                          |                                           | - Loi MAPTAM du 27 janvier 2014 : loi de modernisation de l’action publique territoriale et d’affirmation des métropoles introduisant une compétence obligatoire de gestion des milieux aquatiques et de prévention des inondations (GEMAPI) affectée aux communes au plus tard le 1er janvier 2018 - Plan de prévention des risques littoraux - Guide méthodologique ; - Mai 2014 - Publication de la stratégie nationale de gestion des risques d'inondation. |
| 2015               | 3 au 4 octobre - Var, Alpes-Maritimes                                                                                          | 600 M€ (Assurés)         | 22 morts                                  | - Loi NOTRe du 7 août 2015 (Nouvelle Organisation Territoriale de la République) : la compétence GEMAPI fait l’objet d’un transfert en totalité et de façon automatique des communes vers l’échelon intercommunal. Procédure simplifiée de création des Établissements Publics Territoriaux de Bassin (EPTB) et des Établissements Publics d’Aménagement et de Gestion des Eaux (EPAGE) ; - Décret n° 2015-526 du 12 mai 2015 relatif aux règles applicables aux ouvrages construits ou aménagés en vue de prévenir les inondations et aux règles de sûreté des ouvrages hydrauliques - Décret du 20 août 2015 dit « EPTB - EPAGE » introduisant les Établissements Publics d’Aménagement et de Gestion des Eaux (EPAGE), comme nouvelle structure de gestion de l’eau à l’échelle des bassins versants. |
| 2016               | 28 mai au 6 juin - Bassins de la Seine et de la Loire                                                                          | Entre 900 M€ et 1,4 Md€. | 5 morts                                   | - Projet de loi du 26 janvier 2016 (adoptée définitivement le 20 juillet 2016) pour la reconquête de la biodiversité comportant plusieurs avancées en rapport avec la compétence GEMAPI. |
| 2017               | |                          |                                           | - Loi du 30 décembre 2017 assouplissant certaines dispositions de la loi GEMAPI |
| 2018               | janvier 2018 - Bassin de la Seine (Seine amont - Yonne - Loing - Marne amont - Seine aval)                                     |                          |                                           | |
| 2020               | Tempête Alex du 2 au 3 Octobre - Vallée de la Vésubie, de la Roya et de la Tinée - Alpes Maritimes                             | 1,7 Md€ (Estimation)     | 8 morts et 11 disparus (bilan provisoire) | |